# Staw Płaszowski
Staw Płaszowski (potocznie zwany Małymi Bagrami) – jeden z największych sztucznych zbiorników wodnych w Krakowie.

## Charakterystyka na tle innych krakowskich zbiorników wodnych
Wody stojące na terenie Krakowa występują w formie zbiorników naturalnych, sztucznych, stawów i oczek wodnych. Występują licznie starorzecza, powstałe w wyniku odcięcia odcinków Wisły, ale też i w wyniku działalności antropogenicznych (budowa stopni wodnych).
Sztuczne zbiorniki wodne powstały głównie w wyniku zalania wyrobiska po zakończonej eksploatacji kopalin, do największych należą: Bagry, Przylasek Rusiecki, zalew Zakrzówek, Staw Dąbski (zwany też stawem Dąbie), oraz Staw Płaszowski ze względu na sąsiedztwo Bagrów zwany Małymi Bagrami. Zbiorniki te pełnią funkcję rekreacyjną, nierzadko wykorzystywane są w celach wędkarskich. Do urządzonych zbiorników, wykorzystywanych do celów rekreacyjno-sportowych należy Zalew Nowohucki (zwany też zalewem Nowa Huta).

## Położenie
Staw Płaszowski znajduje się w południowo-wschodniej części Krakowa, w dawnej dzielnicy przemysłowej Płaszów. Leży pomiędzy ul. Wodną, ul. Krzywda, ul. Powstańców Wielkopolskich a torowiskiem, ciągnącym się równolegle do ul. Wielickiej.
Położony jest w cennej pod względem krajobrazowym i przyrodniczym części miasta. W jego sąsiedztwie znajduje się m.in. Kopiec Krakusa, Wzgórze Lasoty, kamieniołom Liban, kompleks zbiorników wodnych przy Stacji PKP Kraków Bonarka, oraz Rezerwat przyrody Bonarka. Cały ten teren został zaproponowany przez Fundację Wspierania Inicjatyw Ekologicznych do objęcia ochroną w formie zespołu przyrodniczo-krajobrazowego.

## Powstanie
Zbiornik powstał w miejscu dawnego wyrobiska gliny i żwiru dla rozbudowywanego węzła kolejowego w Płaszowie. Eksploatację prowadzono poniżej poziomu wód gruntowych. Po jej zakończeniu woda wypełniła wyrobiska, tworząc dzisiejszy zbiornik .

## Ekosystem
Jeszcze w 2001 roku woda w stawie miała pierwszą klasę czystości. Zbiornik podlega procesom naturalnej sukcesji. Brzegi są porośnięte szuwarem trzcinowym i pałkowym. Stwarza to dogodne warunki do gniazdowania ptaków wodnych. Można spotkać szablaka i żagnicę. Lustro wody nie jest zarośnięte. Zbiornik jest zarybiony, występują m.in.: karaś srebrzysty, karp, szczupak, okoń, lin, wzdręga, płoć i leszcz.
W stawie występuje zjawisko przyduchy. Niewielka głębokość i nagrzanie słońcem powodują znaczny rozrost podwodnej roślinności, który nie sprzyja zarybianiu. Pod koniec lat 90. XX w. staw zarybiono amurem, niestety z powodu przyduchy większość ryb wyginęła.
Zgodnie z uchwałą nr XII/127/2007 Rady Dzielnicy XIII Podgórze z dnia 22 maja 2007 roku:

Staw Płaszowski stanowi ostoję szeregu gatunków ptaków wodnych chronionych prawem i znajduje się w strefie kształtowania systemu przyrodniczego miasta (Studium Uwarunkowań i Kierunków Zagospodarowania Miasta Krakowa oraz Kompleksowego Programu Rozwoju Zieleni Miejskiej dla Krakowa zatwierdzonego Uchwałą Rady Miasta Krakowa)